# Greetham (Lincolnshire)
Greetham – wieś w Anglii, w hrabstwie Lincolnshire, w dystrykcie East Lindsey. Leży 33 km na wschód od Lincoln i 190 km na północ od Londynu.